# ودادی مرادف
ودادی مرادف (انگلیسی: Vidadi Muradov; ۵ مارس ۱۹۵۶ – ۵ نوامبر ۲۰۲۱) دانشمند در زمینه تاریخ‌نگاری اهل اتحاد جماهیر شوروی سوسیالیستی بود.
وی همچنین برندهٔ جوایزی همچون خادم هنر افتخاری آذربایجان شده‌است.